# Alte Reisen und Abenteuer
Alte Reisen und Abenteuer ist eine von dem deutschen Ethnologen Hans Plischke begründete und ab 1922 herausgegebene Buchreihe, die in Leipzig bei F. A. Brockhaus erschien. Sie enthält Reiseberichte von Fernao de Magalhaes, Vasco da Gama, Christoph Kolumbus, Carl Friedrich Behrens und vielen anderen. Die monographische Reihe erschien erneut von 1926, als alle bis dahin erschienenen Bände neu gedruckt wurden, bis 1930. Auch wurden nun alle Bände illustriert, möglichst mit Darstellungen aus der jeweiligen Epoche. Insgesamt umfasst sie 24 Bände. Die Reihe enthält quellenkritisch erläuterte Auszüge aus bedeutenden Reiseberichten. Plischke selbst veröffentlichte einige Bände darin. 1951 veröffentlichte er seine Monographie Von Cooper bis Karl May: Eine Geschichte des völkerkundlichen Reise- und Abenteuerromans (Düsseldorf: Droste). Eine andere Reihe des Brockhaus-Verlags erschien unter dem Titel Reisen und Abenteuer.

## Übersicht
- 1 Fernão de Magalhães: Die erste Weltumsegelung. Plischke, Hans. 1922
- 2 Schmidel, Ulrich: Abenteuer in Südamerika 1534 bis 1554 [Warhafftige und liebliche Beschreibung etlicher fürnemen indianischen Landtschafften und Insulen …] Nach den Handschriften bearb. v. Curt Cramer. 1922
- 3 Cook, James: Die Suche nach dem Südland; Damm, Hans. 1922
- 4 Kolb, Peter: Reise zum Vorgebirge der Guten Hoffnung.  1922 [Caput bonae spei hodiernum (dt.)]
- 5 Christoph Kolumbus. Plischke, Hans. 1923
- 6 Kapitän (Arthur) Philipp. Gründung der Strafkolonie Sydney. Plischke, Rudolf. 1923
- 7 Der wohlversuchte Südländer: Reise um die Welt 1721/22 / Carl Friedrich Behrens. Nach den Orig. Ausg. bearb. von Hans Plischke . 1923
- 8 Die Erforschung von Grönland. Egede, Hans. 1923
- 9 Cortes, Hernando. Die Eroberung von Mexiko. Bearb. v. H.G. Bonte. 2. Aufl.
- 10 Francis Drake: Als Freibeuter in Spanisch-Amerika. Bearb. von H. Damm.  1924
- 11 Am Hofe der Großkhans. Polo, Marco. 1924
- 12 Vom Gambia zum Niger. Park, Mungo. 1924
- 13 Vasco da Gama. Der Weg nach Ostindien. Bearb. v. H. Plischke. 2. Aufl.
- 14 Francisco Pizarro. Bonte, Hans Georg. 1925
- 15 Smith, John: Unter den Indianern Virginiens. Bearb. von H. G. Bonte. 1926
- 16 Georg Wilhelm Steller: Von Kamtschatka nach Amerika. Bearb. v. M. Heydrich.
- 17 Reisen und Forschungen in Afrika. Herodotus. 1926
- 18 Tacitus. Germania. Ein Ausschnitt aus der Entdeckungsgeschichte der Germanenländer durch Griechen und Römer. Bearb. v. H. Philipp. 1926 (1936, 2. Aufl.)
- 19 John R. Jewitt: Makwinnas Gefangener. Meine Abenteuer und Leiden bei den Indianern am Nutkasund. Aus dem Englischen übersetzt und bearbeitet von Arnold Jacobi. 1928
- 20 Die erste deutsche Expedition nach Persien (1635–1639). Olearius, Adam. 1927
- 21 Dobrizhoffer, Pater: Auf verlorenem Posten bei den Abiponen. Bearb. v. Walter v. Hauff. 1928
- 22 Unfreiwillige Reise um die Welt 1621–1628. Fernberger von Egenberg, Christoph Mathias. 1928
- 23 Hans Staden: Ein deutscher Landsknecht in der Neuen Welt. Bearb. v. R.  Lehmann-Nitsche. 1929
- 24 Das Buch der Könige von Tezcuco. Alva, Fernando. 1930 (Historia Chichimeca, dt.)